# Joachim Mununga
Joachim Mununga (Ottignies, 30 juni 1988) is een Congolees-Belgisch voetbalcoach en voormalig voetballer die bij voorkeur als middenvelder speelde.

## Spelerscarrière
Mununga genoot zijn opleiding bij Standard Luik, maar besloot in 2005 om zijn kans te wagen bij Excelsior Moeskroen. Daar kwam hij nooit verder dan de reservenploeg. Mununga wilde absoluut spelen en besloot daarom een stapje terug te zetten naar AFC Tubize in Tweede klasse. Na twee seizoenen dwong hij met AFC Tubize de promotie naar Eerste klasse af. Hij wekte bij verschillende ploegen interesse af en koos uiteindelijk om naar KV Mechelen te trekken. Na zijn eerste seizoen in Eerste klasse wekte hij al direct interesse van andere clubs in binnen- en buitenland (o.a. FC Twente), maar Mununga besloot om nog minstens een jaartje bij KV Mechelen te blijven.
In het seizoen 2010/11 stelde trainer Marc Brys hem aan als kapitein van de ploeg. Enkele maanden later vertrok hij naar het Turkse Gençlerbirliği SK, dat zo'n 1,5 miljoen euro voor hem ving. Daar kwam hij echter weinig aan spelen toe door problemen met de coach. Daarom besloot hij zijn contract te verbreken bij Gençlerbirliği SK. Op 31 mei 2012 kwam Mununga transfervrij over naar Beerschot AC. Na de vereffening van Beerschot AC trok Mununga in juni 2013 transfervrij naar RAEC Mons. Na een seizoen trok hij opnieuw naar het buitenland: eerst bij Maccabi Petach Tikwa, daarna bij AS Viterbese Calcio.

### International
Mununga maakte deel uit van het Belgisch voetbalelftal onder 21 en werd in mei 2009 door de Belgische bondscoach Franky Vercauteren opgenomen in de selectie voor de Kirin Cup, waar hij niet speelde. In 2010 maakte hij echter bekend dat hij voor Congo zal uitkomen.

## Statistieken
| seizoen | club                 | land    | competitie         | wed. | goals |
| ------- | -------------------- | ------- | ------------------ | ---- | ----- |
| 2005/06 | Excelsior Moeskroen  | België  | Jupiler Pro League | 0    | 0     |
| 2006/07 | AFC Tubize           | België  | Tweede Klasse      | 28   | 1     |
| 2007/08 | AFC Tubize           | België  | Tweede Klasse      | 32   | 3     |
| 2008/09 | KV Mechelen          | België  | Jupiler Pro League | 29   | 4     |
| 2009/10 | KV Mechelen          | België  | Jupiler Pro League | 25   | 2     |
| 2009/10 | KV Mechelen          | België  | Play-Off II A      | 6    | 2     |
| 2010/11 | KV Mechelen          | België  | Jupiler Pro League | 16   | 0     |
| 2010/11 | Gençlerbirliği SK    | Turkije | Süper Lig          | 7    | 1     |
| 2011/12 | Gençlerbirliği SK    | Turkije | Süper Lig          | 12   | 0     |
| 2012/13 | Beerschot AC         | België  | Jupiler Pro League | 21   | 2     |
| 2013/14 | RAEC Mons            | België  | Jupiler Pro League | 19   | 2     |
| 2014/15 | Maccabi Petach Tikwa | Israël  | Ligat Ha'Al        | 27   | 4     |
| 2015/16 | Maccabi Petach Tikwa | Israël  | Ligat Ha'Al        | 28   | 2     |
| 2016/17 | AS Viterbese Calcio  | Italië  | Lega Pro           | 4    | 0     |
|         |                      |         | totaal             | 254  | 23    |

## Trainerscarrière
Na zijn spelersafscheid werd Mununga jeugdtrainer bij Oud-Heverlee Leuven, waar hij de U19-ploeg toegewezen kreeg. In oktober 2018 werd Mununga, die daarvoor al betrokken was geweest bij de eerste ploeg, aangesteld als T2 van hoofdtrainer Nigel Pearson. Mununga moest hij het eerste elftal van OH Leuven het vertrek van clubicoon Hans Vander Elst mee helpen opvangen. Na het ontslag van Pearson in februari 2019 fungeerde Mununga ook als assistent onder diens opvolgers Vincent Euvrard en Marc Brys. Toen Brys in oktober 2023 na ruim drie jaar op de keien werd gezet bij OH Leuven, bleef Mununga aanvankelijk aan onder interim-trainer Eddy Vanhemel, maar begin november 2023 kwam er uiteindelijk toch een einde aan de samenwerking tussen trainer en club.
Begin april 2024 volgde Mununga zijn voormalige hoofdtrainer Brys toen die aan de slag ging als bondscoach van Kameroen.